# مختبر الدفع النفاث
مختبر الدفع النفاث (بالإنجليزية: Jet Propulsion Laboratory) والمعروف اختصاراً بـ JPL هو أحد مراكز البحوث والتنمية المُمولة من طرف الحكومة الفدرالية لـ الولايات المتحدة الأمريكية ووكالة ناسا. يوجد المختبر في مدينة باسادينا بولاية كاليفورنيا. يُدار مختبر الدفع النفاث من قبل معهد كاليفورنيا للتقنية القريب منه مكانياً لمصلحة ناسا. وظيفة المختبر الرئيسية هي تصميم وبناء وتشغيل وقيادة المركبات الروبوتية الفضائية الموجهة إلى الكواكب، زيادة على إدارته دراسات وقياسات مسار الأرض في الفضاء وإدارة بعثات فضائية أُخرى. يُدير مختبر الدفع النفاث أيضاً برنامج ناسا للبحث عن حياة خارجية بواسطة تقنية رصد الموجات الكهرومغناطيسية.

من بين المشاريع الحالية للمختبر الرئيسية والنشطة هي بعثة مختبر علوم المريخ (التي تضم الروبوت كيوريوسيتي روفر).

## مهام
- برنامج إكسبلورر
- برنامج مارينر
- برنامج بيونير
- برنامج فايكينغ
- برنامج فوياجر
- برنامج ماجلان
- برنامج غاليليو
- برنامج مسابر ديب سبايس
- برنامج كلويال سيرفاير
- برنامج كاسيني-هايجنز
- برنامج ستارداست
- برنامج أوديسي
- برنامج مارس باثفايندر
- برنامج روبوت استكشاف المريخ
- برنامج مقراب سبيتزر الفضائي
- برنامج مختبر علوم المريخ

و على مر السنين، أرسل مختبر الدفع النفاث بعثات غير مأهولة إلى جميع الكواكب.

## قسم مراقبة كويكبات تقترب من الأرض
انشئ حديثا قسم جديد في مختبر الدفع النفاث التابع لناسا وهو قسم يقوم بمراقبة كل الاشياء التي قد تمر قريباً من الأرض وقد تهددها، مثل نيزك تشيليابنسك الذي سقط في عام 2013 على روسيا وكارثة انفجار تونغوسكا التي وقعت في سيبيريا في عام 1908. يشرف على هذا البرنامج «دون يومانز» البالغ من العمر 72 عاما، وهو أحد الضالعين في دراسة المذنبات منذ السبعينيات من القرن الماضي.
يمكن أن تصيب الأرض كويكبات كبيرة تحدث بها ضررا بالغا، إذ أن انقراض الديناصورات يعزى إلى سقوط أحد تلك الاجرام الكبيرة قبل 65 مليون سنة في شبه جزيرة يوكاتان بأمريكا الوسطى أثر على مناخ الأرض وتسبب في انقراض الديناصورات. كما أن سقوط كويكب على تونغوسكا في سيبيريا تسبب في انحناء وتكسير رقعة مساحتها 2150 كيلومتر مربع من الشجر. ويعتقد أن قوته كانت تعادل قوة 330 قنبلة نووية من نوع هيروشيما. وأما ما سقط في عام 2013 على تشيليابنسك فيقدر حجمه بنحو 20 متر وتعادل قوته نحو 33 قنبلة من نوع هيروشيما، والسبب في كونه لم يحدث خسائر كبيرة هو انفجاره على ارتفاع كبير في جو الأرض.
بعد حدث نشيليابنسك رفع الكونجرس الأمريكي مصروفات مشروع «دون يومانز» إلى 40 مليون دولار سنويا. ويقوم مع مجموعة العلماء العاملة معه بمراقبة 600.000 من الكويكبات من جميع الأحجام. ويقول أنه يسقط علي الأرض نيزك بحجم كرة السلة كل يوم، ويسقط عليها ما هو في حجم سيارة كل 8 أشهر.
تقوم مصلحة مراقبة كويكبات قريبة من الأرض بالتتبع بواسطة ثلاثة مراصد موزعة في أريزونا ونيو مكسيكو وفي هاواي. تتجمع البيانات التي تحصل عليها تلك المراصد في "مركز الكواكب الصغيرة في كامبريدج، ماساتشوستس حيث يحسب حجم الجرم ومداره. وترسل تلك المعلومات إلى مختبر الدفع النفاث وكذلك إلى جامعة بيزا بإيطاليا لاستنباط أي تهديد من تلك الكويكبات مستقبل للأرض.
قام القسم حتى الآن برصد نحو 11.000 من الكويكبات والنيازك، وهي تهتم بصفة خاصة بتلك التي تبلغ اقطارها نحو 1 كيلومتر، فهذه تكون كبير وخطيرة على الحياة على الأرض. وما يعتبر مهددا للأرض هو ما يمر بالقرب منا من كويكيات بمقاييس 140 متر ويكون مسارها على بعد 5و7 مليون كيلومتر من الأرض. تعرفت ناسا حتى الآن على نحو 1300 جرم منهم. ويعتقد علماء ناسا أن هؤلاء يشكلون نحو 40% من عددهم فقط.

### تفادي الاصطدام
ليست مهمة القسم أو الإدارة هو رصد ما هو آتي يهدد الأرض وإنما ابتكار طرق للعمل على حرف مسار كويكب يكون مهددا للأرض قبل وصوله. وكانت هناك أفكار بتفجيرها في الطريق بواسطة قنبلة كبيرة أو قنبلة نووية، ولكن تلك الأفكار لم تكن مرضية إذ أننا نستبدل بذلك انفجارا كبيرا على الأرض بانفجار قنبلة عنقودية فالضرر سيكون لا يزال بالغا. ووجدوا أن الحل هو حرف الكويكيب عن مساره وهو في طريقه إلينا بعيدا في اعماق الفضاء، فإن انحرافا صغيرا يجعله يمر علينا من بعيد ولا يصتدم بالأرض.
ولكن لا يوجد حتى الآن صاروخ يستطيع القيام بتلك المهمة. ويقول «دون يومانز» أننا نحتاج حاليا إلى نحو 10 سنوات من تصميم الصاروخ وما سوف يحمله من آلات للعمل على مقابلة كويكب قادم إلينا للعمل على حرف مساره على بعد مناسب.
وقد قامت ناسا في عام 2005 ببعثة ديب إمباكت إلى كويكب تمبل 1. خلال تلك البعثة أرسلت ناسا مركبة فضائية تحمل كتلة من النحاس وزنها 370 كيلوجرام، وعند وصولها إلى تمبل 1 قامت بقذف كتلة النحاس عليه وقامت الاحهزة بالمركبة الفضائية بتصوير وتسجيل ما نشأ على سطح الكويكب من مادة وغازات. تسبب هذا الاصطدام في حرف مسار تمبل 1 انحرافا طفيفا، ولكن ما يمكن ان يحرفه بالفعل هو قذيقة وزنها عدة أطنان.
يقوم بمهمة حماية الأرض من كويكبات يمكن أن تهدده هو ما يقوم به قسم الدفع النفاث وحدها ولا تشارك دول أخرى في المصروفات، هذا مع ان التهديد قد يكون قادم على الجميع.

### الكويكبات والنيازك المرصودة
تقوم إدارة مراقبة كويكبات تقترب من الأرض برصد نحو 600.000 كويكب ونيزك بمختلف الأحجام. وتؤتي القائمة التالية معدل اصطدام أحدها بالأرض وقوة تأثيرها:
- قطر 20 سنتمتر، يسقط منها واحد يوميا على الأرض،
- قطر 4 متر، يسقط منها واحد كل 8 أشهر على الأرض، قوته نحو 2و0 من قنبلة هيروشيما،
- قطر 20 متر، نيزك تشيليابنسك الذي سقط على روسيا في عام 2013، قوته تعادل 33 قنبلة هيروشيما،
- قطر 30 متر، يسقط منها واحد كل 200 سنة، تعادل قوته 87 قنبلة هيروشيما،
- قطر 40 متر، انفجار تونغوسكا في سيبيريا في عام 1908، تبلغ قوته 330 قنبلة هيروشيمنا،
- قطر 140 متر، يسقط منها واحد كل 20.000 سنة، تبلغ قوته 860 قنبلة هيروشيما،
- قطر 1 كيلومتر، يسقط منها واحد كل 440.000 سنة، تبلغ قوته 3 ملايين قنبلة هيروشيما،
- قطر 10 كيلومتر، يسقط منها واحد كل 89 مليون سنة، وتبلغ قوته 3 مليارات قنبلة هيروشيما.

ويقدر قطر الكويكب الذي سقط على الأرض قبل 65 مليون سنة وأدى إلى انقراض الديناصورات بنحو 10 كيلومترات.

## صور

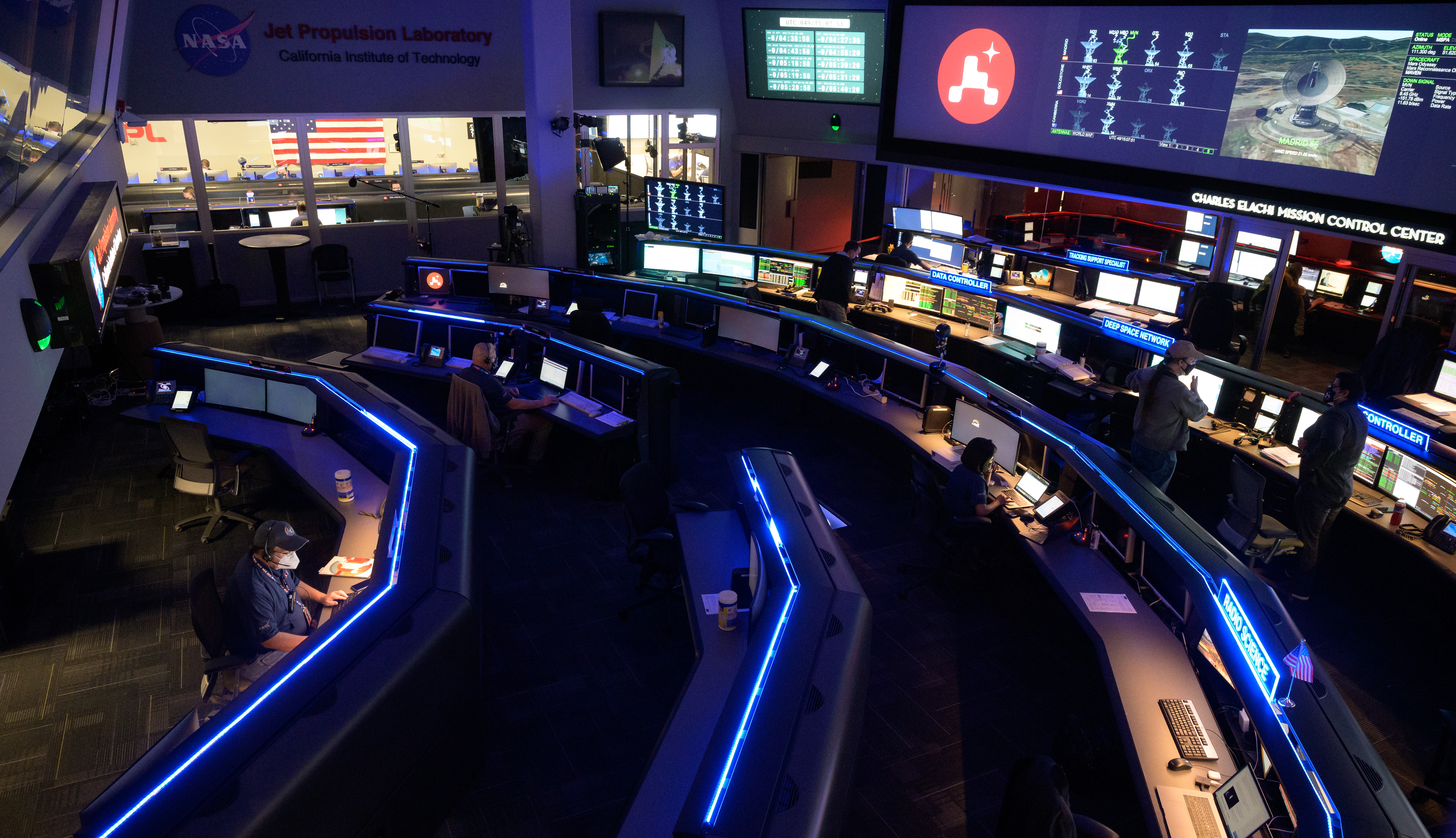
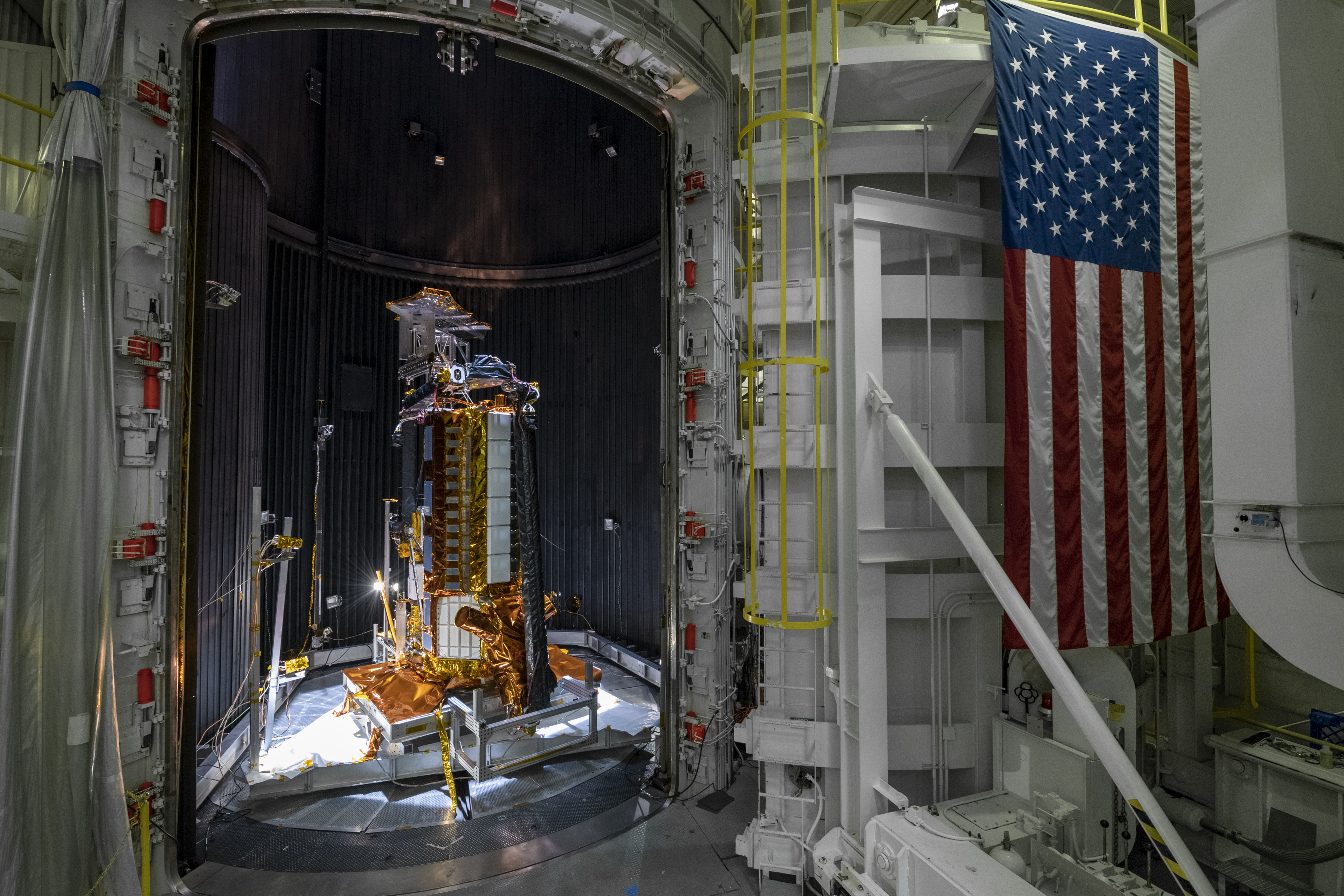
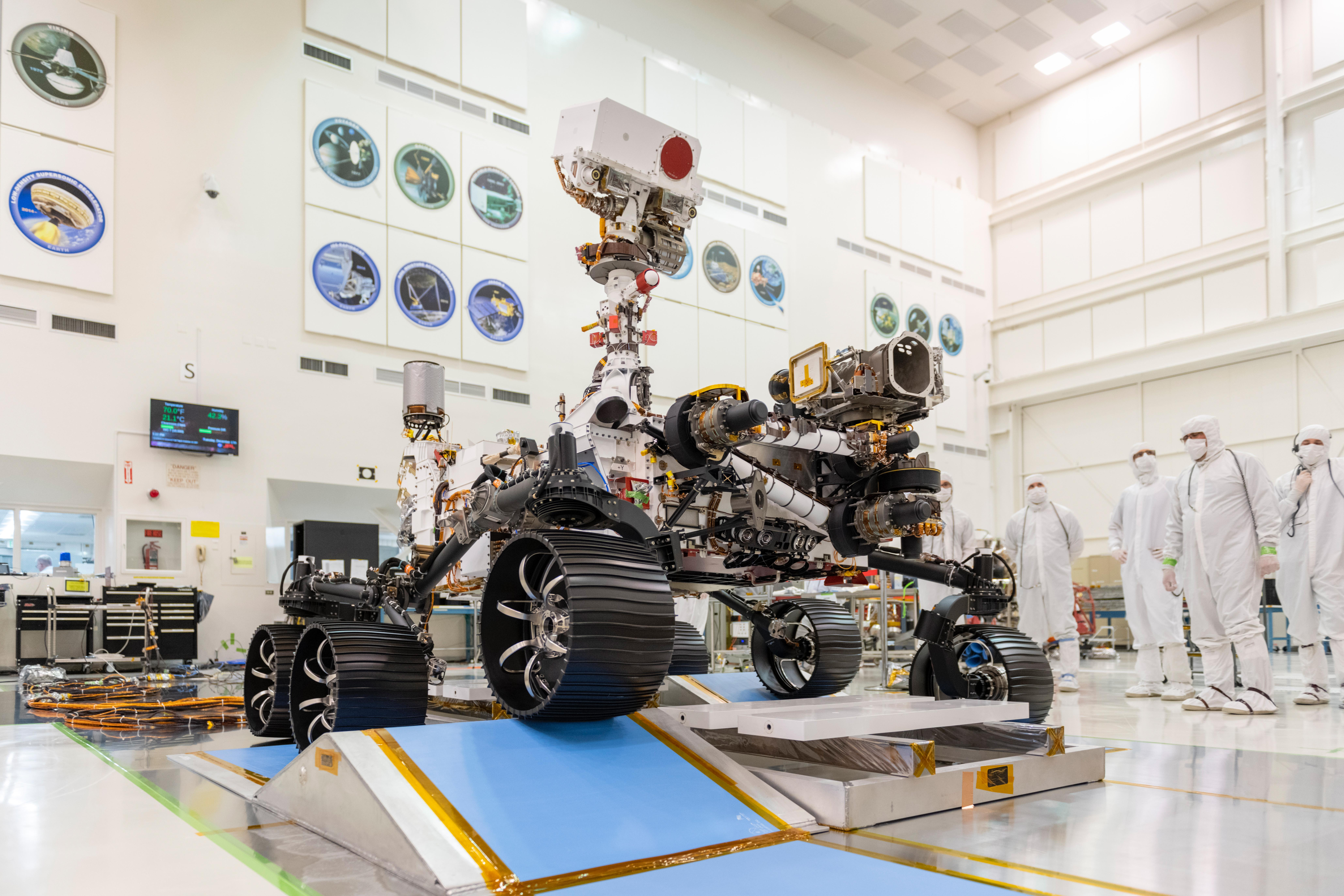
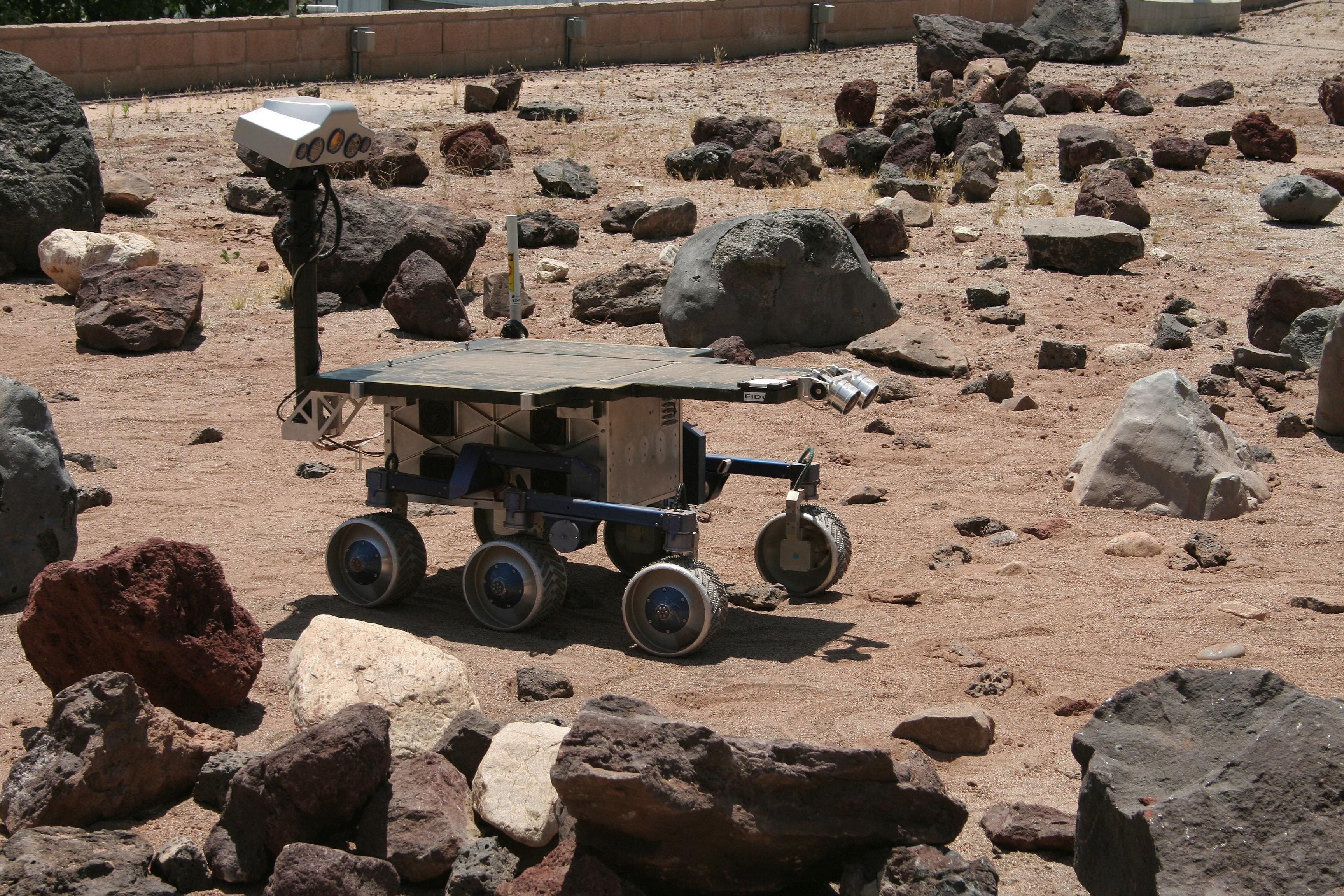

## اقرأ أيضا
- انفجار تونغوسكا
- نيزك تشيليابنسك
- مستكشف تطور المجرات

## وصلات خارجية
- مختبر الدفع النفاث على موقع الموسوعة البريطانية (الإنجليزية)
- مختبر الدفع النفاث على موقع ميوزك برينز (الإنجليزية)
- مختبر الدفع النفاث على موقع ميوزك برينز (الإنجليزية)
- الموقع الرسمي لمختبر الدفع النفاث